# ادوارد کرونیاگر
ادوارد کرونیاگر (انگلیسی: Edward Cronjager؛ ۲۱ مارس ۱۹۰۴ – ۱۵ ژوئن ۱۹۶۰) یک فیلم‌بردار اهل ایالات متحده آمریکا بود. وی بین سال‌های ۱۹۲۵ تا ۱۹۶۰ میلادی فعالیت می‌کرد.

## فیلم‌شناسی
- تازه ازدواج‌کرده
- سیمارون
- نی‌نواز هاملین
- کوارتربک
- گوریل